# Прича о убици моћника
Прича о убици моћника је алегоријска прича која се приписује Исусу. Забележена је само у неканонском јеванђељу по Томи; није забележена у канонским јеванђељима.

## Прича
Еванђеље по Томи наводи следећу параболу:

## Веродостојност
Научници окупљени у Џизус семинару (ен. Jesus Seminar) сматрају да је ова парабола вероватно, али не сасвим сигурно, аутентична Исусова изрека. Они налазе паралеле у причи о зидању куле (Лука 14:28-30) и причи о забринутом краљу (Лука 14:31-32), које такође говоре о процењивању властитих снага пре упуштања у неки подухват. Они такође сматрају да шокантан стил ове приче, који карактерише и многе друге Исусове параболе, доприноси њеној веродостојности. Роберт Фанк закључује да је „приписивање параболе Исусу које нема у канонским јеванђељима и која је позната тек неколико година смео чин који је изискивао пажљиву расправу."
Неки критикују процену Џизус семинара због недоследности, јер причу о забринутом краљу, на коју се позивају, оцењују мање веродостојном од ове приче. Веродостојност ове изреке се такође оспорава стога што Исус не би величао убиство.

## Тумачења
Ова алегоријска прича говори о процењивању властитих снага пре упуштања у неки подухват, да би он могао бити успешно изведен, по чему је слична причи о зидању куле (Лука 14:28-30) и причи о забринутом краљу (Лука 14:31-32).
Неки повезују ток ове параболе са јеврејским предањем о Давиду и Голијату, где мали порази великог предузимајући све мере предострожности које би разборита особа предузела пре суочавања са насилником.